# Liliovník čínský
Liliovník čínský (Liriodendron chinense) je opadavý listnatý strom z čeledi šácholanovité (Magnoliaceae). Je velmi podobný známějšímu severoamerickému liliovníku tulipánokvětému. Pochází z Číny a Vietnamu. V podmínkách střední Evropy není plně mrazuvzdorný a v ČR se nepěstuje.

## Popis
Liliovník čínský je opadavý strom dorůstající ve své domovině výšky až 40 metrů, u pěstovaných jedinců je zpravidla udávána maximální výška jen cca 15-20 m. Listy jsou střídavé, členěné, většinou 4-6 laločné, čepel listů je hlouběji členěna než v případě liliovníku tulipánokvětého, naspodu je modrozelená. Květy jsou velké, oboupohlavné. Kališní lístky jsou 3, korunních lístků je 6, koruna svým tvarem připomíná květ tulipánu. Oranžový proužek na korunních lístcích (typický pro liliovník tulipánokvětý) u liliovníku čínského chybí. Tyčinek je v květu mnoho. Gyneceum je apokarpní, složené z mnoha plodolistů. Plodem je dvousemenná křídlatá nažka, nažky jsou uspořádány v šišticovitém souplodí.

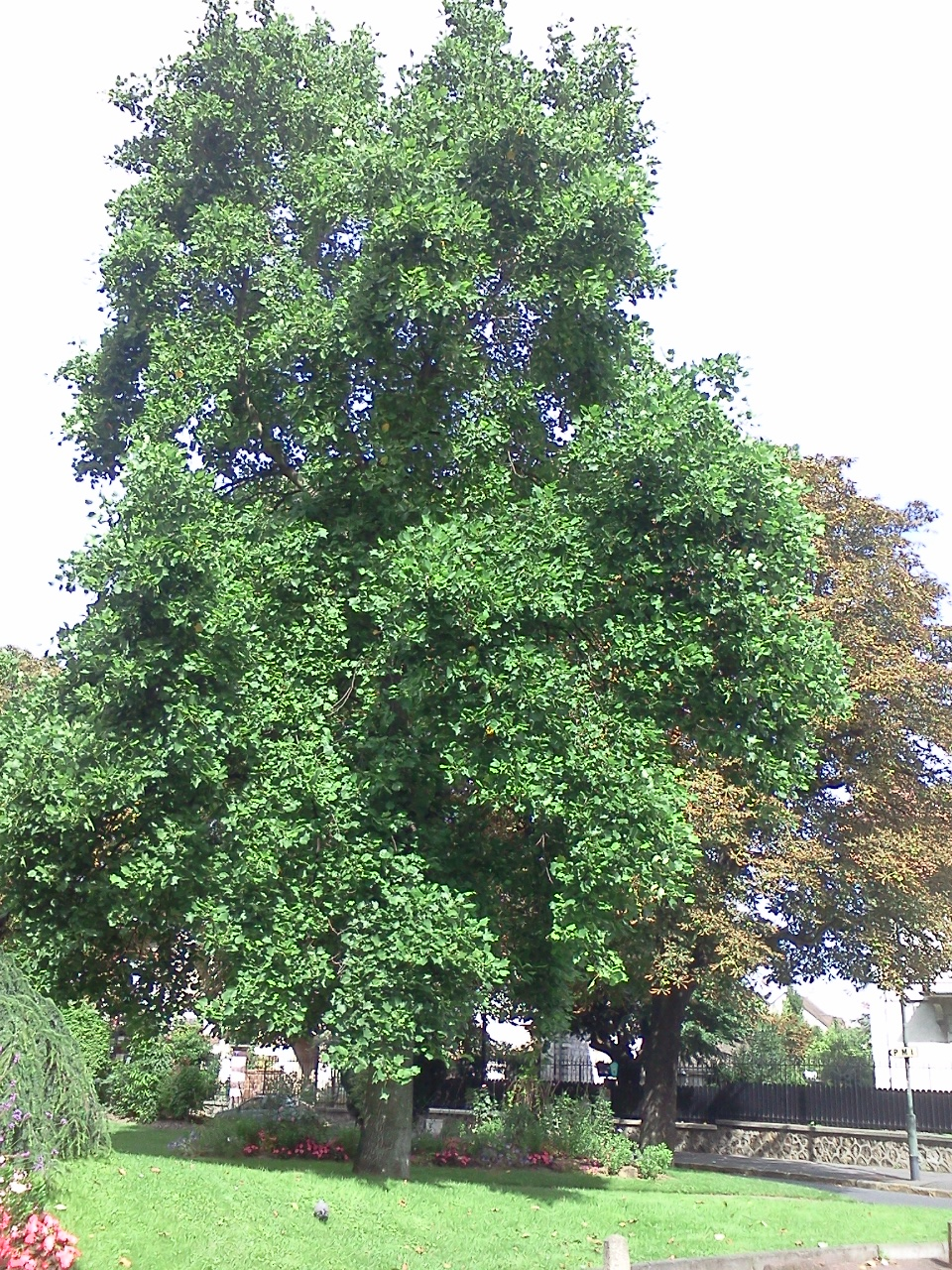
Liliovník čínský
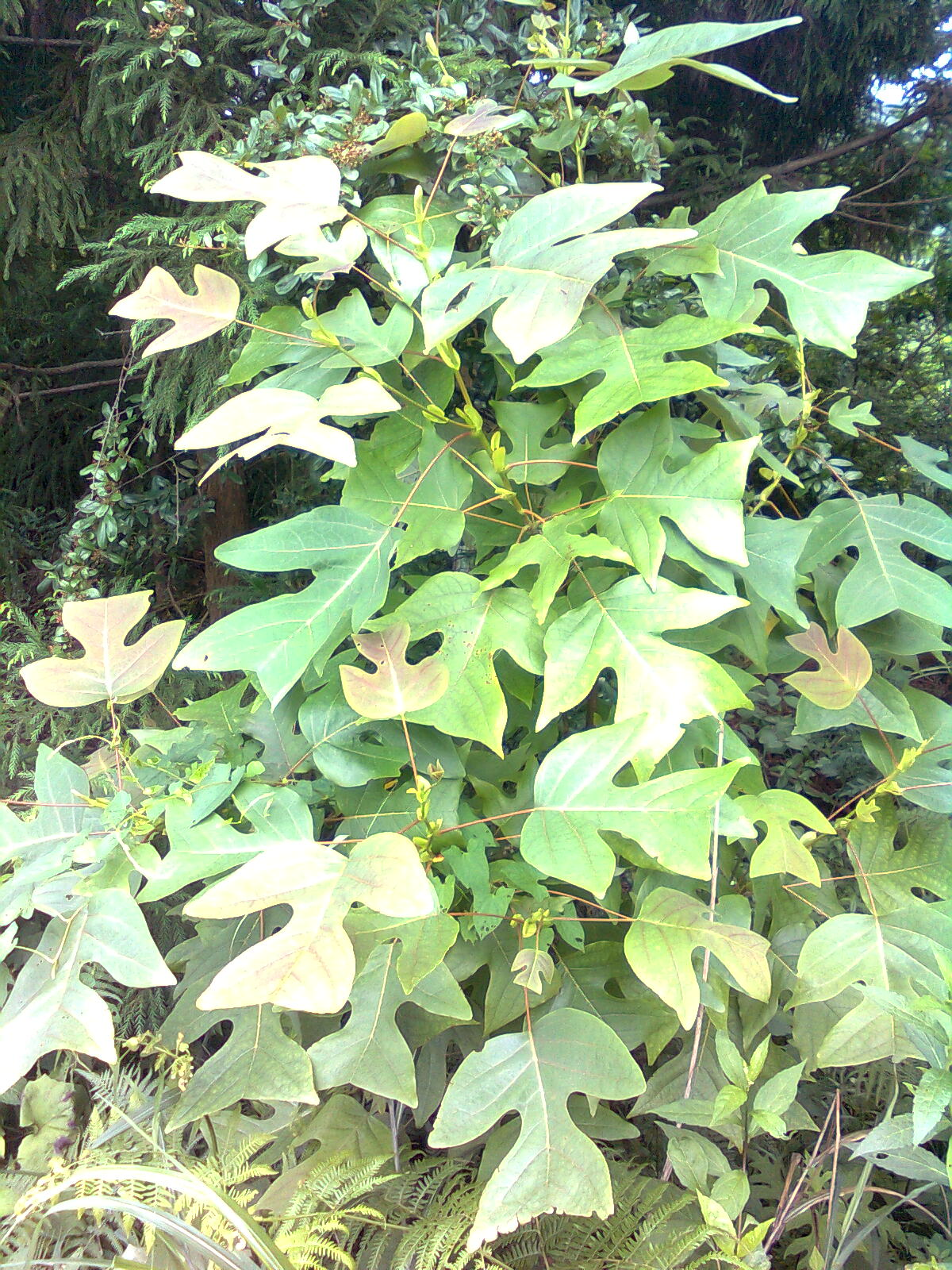
Liliovník čínský
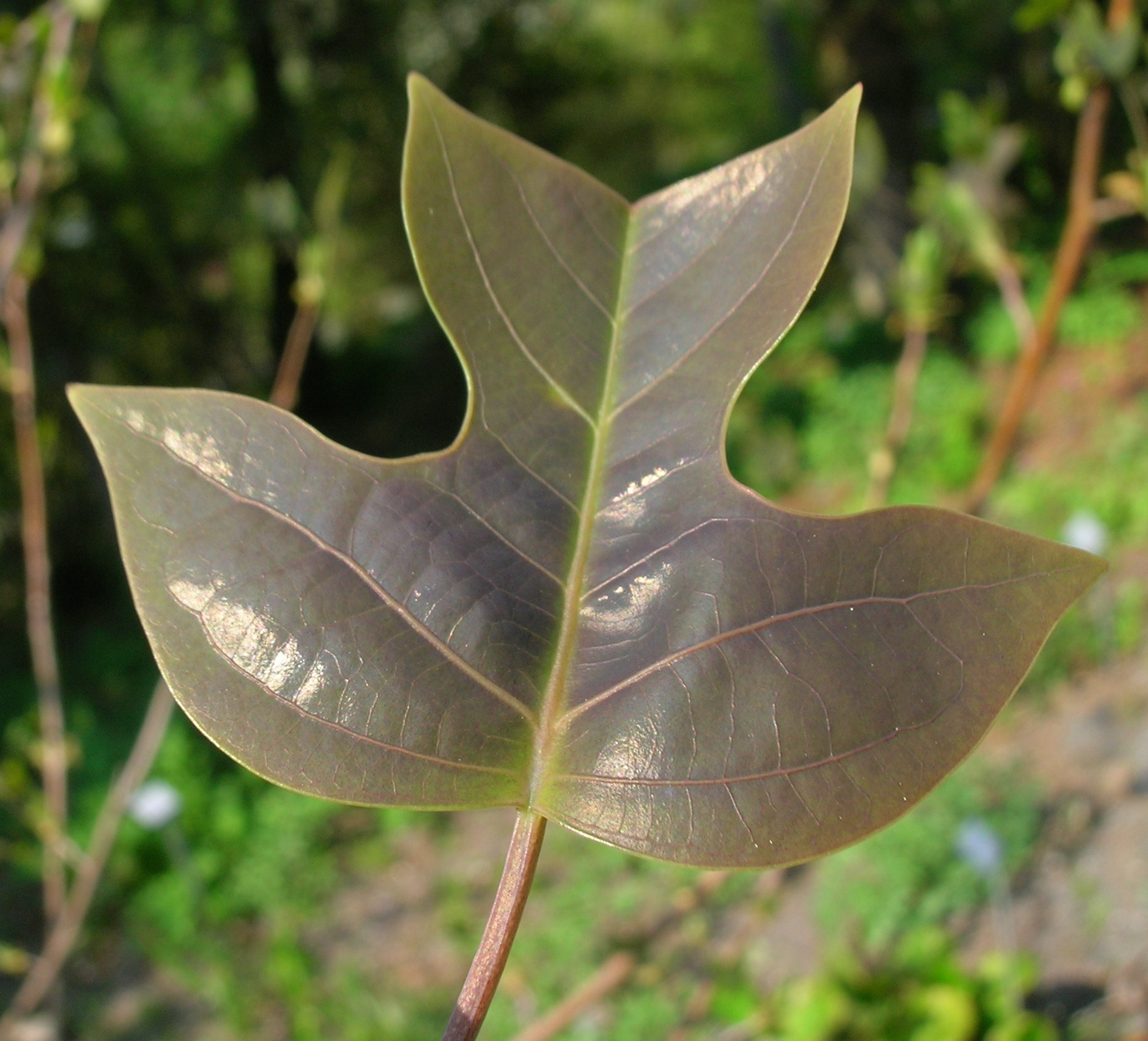
List liliovníku čínského

## Výskyt
Liliovník čínský přirozeně roste v jižní a střední Číně, a to v provinciích An-chuej, Kuang-si, Ťiang-su, Kuej-čou, Chu-pej, Chu-nan, Ťiang-si, Šen-si, Če-ťiang, S’-čchuan a Jün-nan, svým areálem zasahuje také do severního Vietnamu. Roste v horských neopadavých listnatých lesích v nadmořských výškách 900 až 1000 metrů. Jedná se o asijský vikarizant druhu liliovník tulipánokvětý (Liriodendron tulipifera), který pochází ze Severní Ameriky.
Liliovník čínský náleží k ohroženým druhům. Jeho výskyt je reliktní a roztroušený. Je ohrožován zejména kácením biotopů a těžbou dřeva a celkově má malé regenerační schopnosti. Např. v jihočínském Jün-nanu jeho areál zahrnuje všeho všudy pouhých 0,4 km2.

## Význam
Liliovník čínský je využíván jako zdroj kvalitního dřeva a jako okrasná dřevina. V ČR se prakticky nepěstuje, protože není tak dobře mrazuvzdorný jako liliovník tulipánokvětý. Mrazy pod -15 až -17 °C ho mohou vážně poškodit. Snadněji se dá pěstovat v západní Evropě nebo ve Velké Británii, kde takové mrazy bývají podstatně řidčeji než v ČR. Není udáván z žádné botanické zahrady v České republice.